# Валери Газаев
Валери Газаев е руски треньор и бивш играч на СССР. От 2011 г. е президент на „Алания“. Треньор на годината за 2005 година.

## Кариера

### Като футболист
Валери Газаев е роден във Владикавказ на 7 август 1954. Започва кариерата си в родния Алания през 1970.
Като играч печели два пъти Купата на СССР с Динамо Москва през 1977 и 1984. Участва на Олимпийските игри през 1980, където печели бронзов медал.

### Като треньор
Започва треньорската си кариера в юношеския отбор на Динамо Москва през 1986. Първият голям отбор който тренира е родния Алания, с който става шампион на Русия през 1995. Треньор до 2010 г. на украинския гранд Динамо Киев.
С ЦСКА Москва обаче, където работи почти 8 години, постига големите си успехи. Става три пъти шампион на Русия (2003, 2005, 2006), печели три пъти Купата на Русия (2002, 2005, 2006) и Купата на УЕФА през 2005.
На 26 май 2009 поема ново предизвикателство като застава начело на украинския гранд Динамо Киев.
През ноември 2012 поема Алания.